# Ausbildungseinrichtungen der Luftwaffe

Logo der Luftwaffe

Die Ausbildungseinrichtungen der Luftwaffe dienen der teilstreitkräfte-internen Ausbildung in der Luftwaffe der Bundeswehr.

## „Ausbildungseinrichtungen“
Aktive
- Offizierschule der Luftwaffe (OSLw), Fürstenfeldbruck
- Unteroffizierschule der Luftwaffe (USLw), Appen und Heide
- Luftwaffenausbildungsbataillon (LwAusbBtl), Germersheim und Roth
- Fachschule der Luftwaffe (FSLw), Faßberg
- Technisches Ausbildungszentrum der Luftwaffe (TAusbZLw), Faßberg

Umstrukturierte
- Luftwaffenausbildungsregiment (LwAusbRgt), Roth
- Technische Schule der Luftwaffe 1 (TSLw 1), Kaufbeuren
- Technische Schule der Luftwaffe 3 (TSLw 3), Faßberg

## Sonstige Ausbildungsstätten

### Flugabwehrraketengeschwader 1
- Ausbildungszentrum Flugabwehrraketen (AusbZFlaRak), Husum und Todendorf

### Dienststellen im Ausland
- Taktisches Aus- und Weiterbildungszentrum Flugabwehrraketen USA (TaktAusbWbZ FlaRakLw USA), Fort Bliss, El Paso/Texas
- Fliegerisches Ausbildungszentrum der Luftwaffe (FlgAusbZLw), Holloman AFB, Alamogordo/New Mexico

Weitere:
- Euro NATO Joint Jet Pilot Training (ENJJPT), Sheppard AFB, Wichita Falls/Texas
- 2. Deutsche Luftwaffenausbildungsstaffel USA (2. DtLwAusbStff USA), Pensacola NAS, Pensacola/Texas u. a.
- 3. Deutsche Luftwaffenausbildungsstaffel USA (3. DtLwAusbStff USA), Goodyear/Arizona

- Taktisches Ausbildungskommando der Luftwaffe Italien (TaktAusbKdoLw ITA), Decimomannu, Sardinien (2016 aufgelöst)